# Saulius Girdauskas

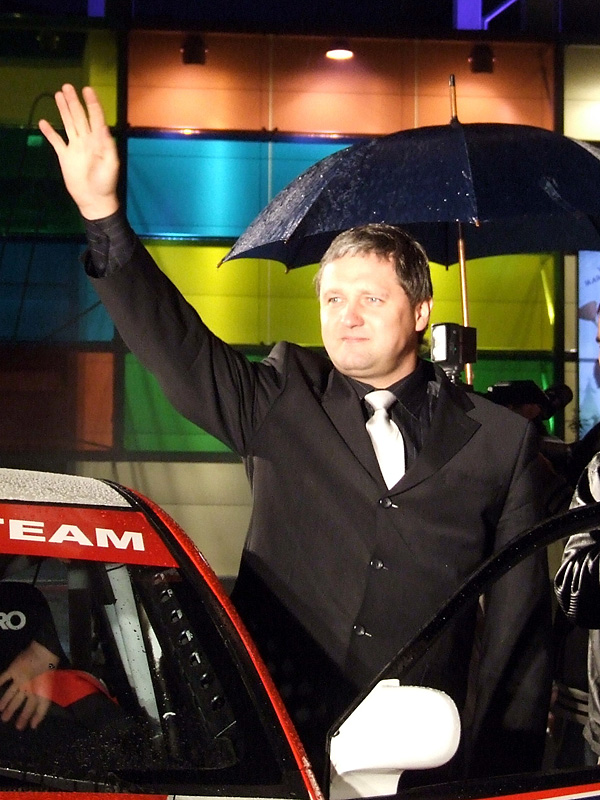
Saulius Girdauskas bei der Rallye Kauno ruduo 2006.

Saulius Girdauskas (* 21. September 1970 in Kaunas) ist ein litauischer Autosportler und Politiker.

## Leben
Nach dem Abitur 1989 an der 33. Mittelschule studierte er von 1989 bis 1992 Mechanik am Kauno politechnikos institutas und 2004 absolvierte das Transportingenieurwesen an der Vilniaus Gedimino technikos universitetas. 
Von 1994 bis 1998 war er Kommerzdirektor bei UAB „Haupas“, von 1997 bis 2004 Vorstandsvorsitzende bei  „Regentus“ und von 1998 bis 2004 Direktor bei UAB „Hautera“.
Ab 2003 ist er Mitglied von Darbo partija, von 2004 bis 2008 Mitglied im Seimas und von 2007 bis 2011 im Stadtrat Kaunas. Seit Februar 2013 ist er stellv. Verkehrsminister Litauens.
Er war litauischer Meister im Autosport.